# Oficerska Szkoła Piechoty nr 1
Oficerska Szkoła Piechoty nr 1 imienia Tadeusza Kościuszki (OSP nr 1) – szkoła ludowego Wojska Polskiego kształcąca kandydatów na oficerów piechoty.

## Historia
Oficerska Szkoła Piechoty Nr 1 została utworzona w grudniu 1944 roku w ZSRR na bazie Centralnej Szkoły Podchorążych w Riazaniu. W lutym 1945 roku szkoła została przeniesiona do Krakowa, gdzie szkolono oficerów dla potrzeb pododdziałów piechoty, ciężkich karabinów maszynowych i moździerzy. Oprócz tego kontynuowano szkolenie oficerów wojsk inżynieryjnych i administracji wojskowej. Stan etatowy słuchaczy wynosił 3000 podchorążych. W okresie od stycznia do lipca 1945 roku wypromowano 1420 oficerów.
W październiku 1945 roku Oficerską Szkołę Piechoty nr 1 przekształcono w Oficerską Szkołę Piechoty i Kawalerii nr 1. Szkoła w rocznym, a potem dwuletnim okresie nauki kształciła oficerów piechoty i kawalerii. Etatowo w szkole było 500 podchorążych.
Uchwałą Krajowej Rady Narodowej z 1 października 1946 grupa oficerów OSP została odznaczona odznaczeniami.
W lutym 1947 roku zrezygnowano z kształcenia oficerów kawalerii i powrócono do poprzedniej nazwy „Oficerska Szkoła Piechoty Nr 1”. Jednocześnie zwiększono etatową liczbę podchorążych do 660. W kwietniu tego roku szkołę przeniesiono do Wrocławia.
W 1948 Oficerska Szkoła Piechoty nr 1 została odznaczona Orderem Krzyża Grunwaldu III klasy za szkolenie kadr i udział w walce z Niemcami.
W roku szkolnym 1948/1949 szkołę rozbudowano zwiększając stan podchorążych do 1080 kształconych według trzyletniego programu nauczania.
W latach 1950–1952 zwiększono liczbę podchorążych skracając jednocześnie okres kształcenia do dwóch i pół roku, a następnie do dwóch lat. Od roku szkolnego 1952/1953 szkoła ponownie powróciła do trzyletniego cyklu kształcenia.
12 października 1953 roku, w uznaniu zasług, szkoła otrzymała imię Tadeusza Kościuszki.
W 1956 roku utworzono w szkole Kurs Przeszkolenia Oficerów Rezerwy, który trwał trzy miesiące. Od tego roku szkoła podjęła też kształcenie oficerów dla wojsk zmechanizowanych, co wiązało się z dynamicznym rozwojem tego rodzaju wojsk.
We wrześniu 1962 roku szkoła została przekształcona w Oficerską Szkołę Wojsk Zmechanizowanych.

## Struktura organizacyjna w 1948 roku
- komenda
- wydział szkolenia
  - cykl taktyki ogólnej
  - cykl wyszkolenia ogniowego
  - sekcja WF
- wydział polityczny
  - cykl wyszkolenia politycznego
  - klub
  - biblioteka oświatowa
- wydział ogólny
- kwatermistrzostwo
- trzy bataliony podchorążych
- kurs doskonalenia oficerów
- kurs podoficerów
- kurs dowódców kompanii
- liceum ogólnokształcące
- kompania obsługi

## Kadra i absolwenci szkoły
Komendanci szkoły:
- gen. bryg. Michaił Jurkin (1944-1945)
- gen. bryg. Walenty Nowak (1945-1946)
- gen. bryg. Aleksander Gembal (1946-1948)
- gen. bryg. Stanisław Habowski (1948-1949)
- płk Narcyz Rudziński (1949-)
- płk Dymitr Szarówka
- ppłk Artur Raginia
- płk Włodzimierz Martin (1953-1962)

Zastępcy komendanta szkoły:
- mjr Ludwik Bałos (do 31 VIII 1945 → Wydział WOP przy DOW Nr V)

Absolwenci: